# Jean-Charles Chenu

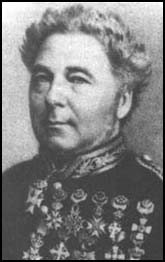
Jean-Charles Chenu.

Jean-Charles Chenu, född 30 augusti 1808 i Metz, död 12 november 1879 i Paris, var en fransk läkare och naturforskare.
Chenu verkade såsom militärläkare i Krimkriget och i Italien och hade under Paris belägring ledningen av pressens ambulans. Han utgav Encyclopédie d'histoire naturelle (31 band, 1850–61) samt åtskilliga arbeten i militärsjukvård, medicinsk statistik, paleontologi och zoologi.